# Họ Én
Họ Én hay họ Nhạn là một nhóm các loài chim dạng sẻ có danh pháp khoa học Hirundinidae. Chúng là những loài chim thích nghi với cuộc sống săn tìm mồi trên không. Nhạn/én cũng được sử dụng tại châu Âu như là từ đồng nghĩa của nhạn nhà. Các tài liệu không chuyên ngành điểu học (chủ yếu là văn chương) dùng từ yến để chỉ các loài trong họ này. Xem mục lịch sử từ nguyên học dưới đây.
Họ này chứa 2 phân họ là Pseudochelidoninae (các loài én sông của chi Pseudochelidon) và Hirundininae (các loài nhạn/én còn lại).Trong phạm vi họ Hirundiniae, trong tiếng Anh người ta dùng từ "martin" để chỉ những loài có xu hướng đuôi vuông hơn, còn từ "swallow" để chỉ các loài có đuôi chẻ nhiều hơn; tuy nhiên, không có khác biệt khoa học nào giữa hai nhóm tên gọi này.. Trong tiếng Việt, không có sự phân chia cụ thể khi nào dùng nhạn, khi nào dùng én. Tuy nhiên, để dễ dàng cho sự phân biệt tên gọi, từ đây trở đi sẽ dùng từ nhạn cho "swallow" và én cho "martin" trong tiếng Anh.
Người ta tin rằng họ này có nguồn gốc từ châu Phi như là các loài chim làm tổ trong hang; châu Phi hiện nay vẫn có sự đa dạng lớn nhất về số loài. Tên gọi phổ biến ngày nay trong tiếng Việt của chúng là én hay nhạn.

## Miêu tả
Các loài chim dạng nhạn/én đã thích nghi với cuộc sống săn bắt sâu bọ khi đang bay nhờ phát triển một thân hình thuôn và thanh mảnh với các cánh dài và nhọn đầu cánh, cho phép chúng có sự linh hoạt và sự chịu đựng lớn.
Giống như các loài yến và cú muỗi không có quan hệ họ hàng gần, nhưng tương tự về kiểu cách săn mồi, chúng có mỏ ngắn và quai hàm khỏe cùng miệng há rộng. Chiều dài thân của chúng dao động trong khoảng từ 10 tới 24 cm (3,9–9,4 inch) và trọng lượng vào khoảng 10–60 g (0,4–2,1 oz). Các cánh dài nhọn đầu có 9 lông bay chính. Đuôi có 12 lông chính và có thể xẻ thùy sâu, hơi lõm xuống hay hơi vuông. Đuôi dài tăng khả năng linh hoạt và có thể có chức năng của vật trang trí sinh lý, do đuôi nói chung thường dài hơn ở những con trống. Nhạn bụng trắng mái sẽ chọn lựa bạn tình dựa trên cơ sở chiều dài của đuôi.
Các chân ngắn và chúng có vai trò phục vụ cho việc đậu cành hơn là để đi, do các ngón trước phần nào hợp nhất lại ở phần gốc ngón chân, làm cho chúng có dáng đi lạch bạch.
Bộ lông phổ biến nhất ở các loài nhạn/én là màu lam sẫm hay lục bóng ở phần trên và đơn giản hay có sọc ở phần dưới, thường màu trắng hay hung. Các loài sống trong hang hay ở vùng núi hoặc vùng khô thường có màu nâu không bóng ở phần trên (chẳng hạn én cát và én núi đá). Chúng không có hoặc chỉ có lưỡng hình giới tính hạn chế, với các lông đuôi lớp ngoài dài hơn ở con trống trưởng thành có lẽ là khác biệt phổ biến nhất nếu như có lưỡng hình giới tính.
Chim non mới nở không có lông và mắt vẫn nhắm. Những chim non đã đủ lông thường giống như là phiên bản xám xịt hơn của chim trưởng thành.

## Môi trường sống

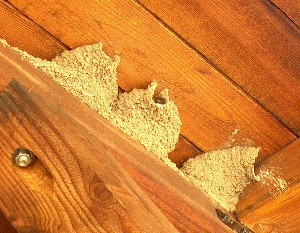
Tổ bằng bùn do chim én/nhạn làm.

Các loài én/nhạn thường làm tổ bằng bùn gần với phía trên nơi trú ẩn tại các vị trí được bảo vệ tốt trước các thay đổi của thời tiết cũng như trước những động vật ăn thịt. Nhiều loài cư trú trong hang và vách núi làm tổ thành các bầy lớn. Các loài sống thành bầy lớn thường phải tranh đấu với cả vật ký sinh ngoài lẫn sự ký sinh tổ đồng loài. Những con trống già hưởng lợi nhiều nhất từ tập tính bầy đàn, do chúng có thể duy trì các tổ của chính chúng và hưởng lợi từ những cuộc giao phối ngoài cặp đôi thường xuyên xảy ra.
Én/nhạn được coi là loài chim có ích do chúng ăn các loại côn trùng, sâu có hại cho mùa màng, đồng thời én cũng là biểu tượng báo hiệu mùa xuân về hoặc dấu hiệu tốt lành nếu én làm tổ trong khuôn viên nhà. Tuy nhiên hiện én đang bị đe dọa tiêu diệt tại nhiều địa phương tại Việt Nam do hành vi bẫy bắt và ăn thịt. Đây là việc đáng lên án và cần chấm dứt.

## Hành vi

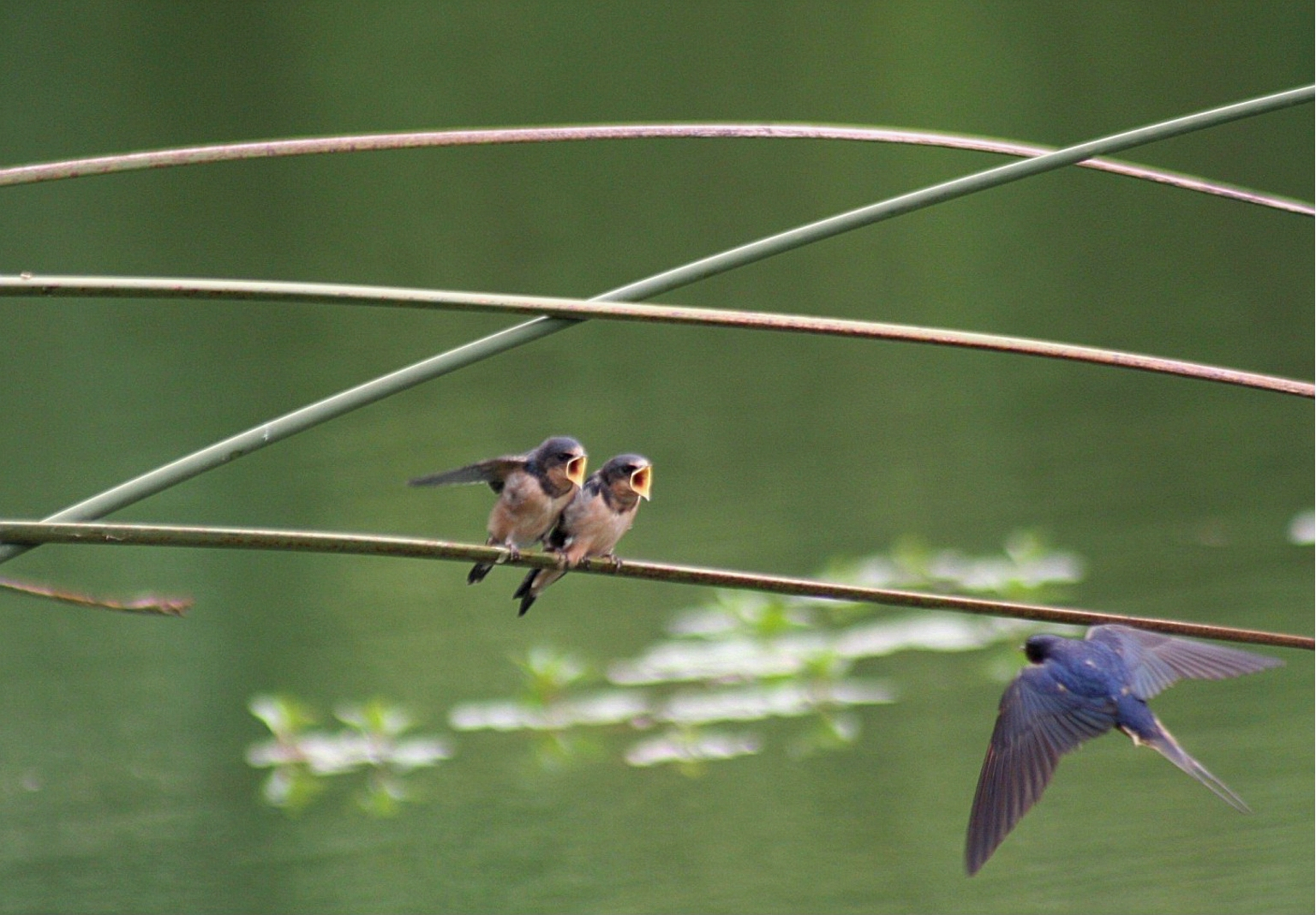
Những con nhạn bụng trắng con chờ được cho ăn

Én/nhạn là những loài chim bay giỏi và chúng thường sử dụng những kỹ năng bay lượn này để hấp dẫn bạn tình cũng như để bảo vệ lãnh thổ. Nói chung, những con trống sẽ chọn nơi làm tổ và sau đó thu hút con mái bằng tiếng hót và kiểu cách bay lượn, đồng thời là vệ sĩ bảo vệ lãnh thổ của chúng. Kích thước lãnh thổ phụ thuộc vào từng loài; ở các loài sống thành bầy đàn thì lãnh thổ có xu hướng nhỏ, nhưng nó cũng có thể lớn hơn nhiều so với lãnh thổ của các loài sống đơn độc. Tốc độ bay của nhạn châu Âu (khi không mang theo con mồi) ước khoảng 39 km/h (24 dặm Anh/h).
Các cặp bạn đời là dạng một vợ một chồng, và các cặp của các loài không di trú thường sống cạnh khu vực sinh sản của chúng quanh năm, mặc dù khu vực làm tổ phụ thuộc nhiều vào mùa sinh sản. Các loài di trú mỗi năm thường trở về cùng một khu vực sinh sản và có thể chọn cùng một khu vực làm tổ nếu như trước đó chúng đã thành công tại vị trí đó. Những cặp chim sinh đẻ lần đầu nói chung chọn khu vực làm tổ gần với nơi chúng sinh ra và lớn lên.
Phần lớn các loài săn mồi phía trên các vùng nông thôn thưa thớt cây cối/dân cư hay gần mặt nước.
Các loài chim én có khả năng tạo ra nhiều kiểu giọng hót, được dùng để thể hiện sự bị kích động của chúng hay để liên lạc với những con khác cùng loài trong quá trình tìm kiếm bạn tình hay để làm tín hiệu báo động khi kẻ thù xuất hiện trong khu vực. Giọng hót dạng rên rỉ cầu xin được các con non sử dụng khi chúng muốn chim bố mẹ cho ăn. Giọng hót điển hình của các loài nhạn/én đơn giản, đôi khi líu lo.

## Các loài theo trật tự phân loại
Phân họ Pseudochelidoninae (én sông)
- Pseudochelidon
  - Én sông châu Phi Pseudochelidon eurystomina
  - Én sông mắt trắng Pseudochelidon sirintarae

Phân họ Hirundininae (các loài nhạn/én còn lại)
- Psalidoprocne
  - Nhạn cánh ráp đuôi vuông Psalidoprocne nitens
  - Nhạn cánh ráp miền núi Cameroon Psalidoprocne fuliginosa
  - Nhạn cánh ráp đầu trắng Psalidoprocne albiceps
  - Nhạn cánh ráp đen Psalidoprocne pristoptera
    - Nhạn cánh ráp đen (nguyên chủng) Psalidoprocne pristoptera pristoptera
    - Nhạn cánh ráp phương Đông Psalidoprocne pristoptera orientalis. Có tác giả coi là loài riêng biệt.
    - Psalidoprocne pristoptera holomelaena Có tác giả coi là loài riêng biệt.

  - Nhạn cánh ráp Fanti Psalidoprocne obscura
- Pseudhirundo
  - Nhạn phao câu xám Pseudhirundo griseopyga
- Cheramoeca
  - Nhạn lưng trắng Cheramoeca leucosternus
- Phedina
  - Nhạn Mascarene Phedina borbonica
  - Nhạn Brazza Phedina brazzae
- Riparia
  - Én cát họng nâu hay nhạn nâu đỏ Riparia paludicola[5]
  - Én cát Congo Riparia congica
  - Én cát hay nhạn nâu xám Riparia riparia[5]
  - Én nhạt Riparia diluta
  - Én sọc Riparia cincta
- Tachycineta
  - Nhạn cây Tachycineta bicolor
  - Nhạn xanh tím Tachycineta thalassina
  - Nhạn vàng kim Tachycineta euchrysea
  - Nhạn Bahama Tachycineta cyaneoviridis
  - Nhạn Tumbes Tachycineta stolzmanni
  - Nhạn rừng đước Tachycineta albilinea
  - Nhạn cánh trắng Tachycineta albiventer
  - Nhạn phao câu trắng Tachycineta leucorrhoa
  - Nhạn Chile Tachycineta meyeni
- Progne
  - Én tía Progne subis
  - Én Cuba Progne cryptoleuca
  - Én Caribe Progne dominicensis
  - Én Sinaloa Progne sinaloae
  - Én ngực xám Progne chalybea
  - Én Galapagos Progne modesta
  - Én Peru Progne murphyi
  - Én phương Nam Progne elegans
  - Én ngực nâu Progne tapera
- Notiochelidon
  - Nhạn bụng nâu Notiochelidon murina
  - Nhạn lam trắng Notiochelidon cyanoleuca
  - Nhạn chân nhạt Notiochelidon flavipes
  - Nhạn đầu đen Notiochelidon pileata
- Haplochelidon
  - Nhạn Andes Neochelidon andecola
- Atticora
  - Nhạn sọc trắng Atticora fasciata
  - Nhạn vòng cổ đen Atticora melanoleuca
- Neochelidon
  - Nhạn đùi trắng Neochelidon tibialis
- Stelgidopteryx
  - Nhạn cánh ráp phương Bắc Stelgidopteryx serripennis
  - Nhạn cánh ráp phương Nam Stelgidopteryx ruficollis
- Alopochelidon
  - Nhạn đầu vàng hung Alopochelidon fucata
- Hirundo
  - Nhạn bụng trắng hay nhạn nhà Hirundo rustica[5]
  - Nhạn ngực đỏ Hirundo lucida
  - Nhạn Angola Hirundo angolensis
  - Nhạn Thái Bình Dương hay nhạn đuôi đen Hirundo tahitica[5]
  - Nhạn Welcome Hirundo neoxena
  - Nhạn họng trắng Hirundo albigularis
  - Nhạn Ethiopia Hirundo aethiopica
  - Nhạn đuôi cứng hay nhạn đầu hung Hirundo smithii[5]
  - Nhạn lam họng trắng Hirundo nigrita
  - Nhạn cánh đen trắng Hirundo leucosoma
  - Nhạn đuôi trắng Hirundo megaensis
  - Nhạn ngực hạt trai Hirundo dimidiata
  - Nhạn lam miền núi Hirundo atrocaerulea
  - Nhạn đen hung Hirundo nigrorufa
- Ptyonoprogne
  - Én núi đá Ptyonoprogne rupestris
  - Én đá Ptyonoprogne fuligula
  - Én núi đá tối màu hay nhạn nâu hung Ptyonoprogne concolor[5]
- Delichon
  - Én nhà hay nhạn hông trắng Siberi Delichon urbicum[5]
  - Én nhà châu Á hay nhạn hông trắng châu Á Delichon dasypus[5]
  - Én nhà Nepal hay nhạn hông trắng Nepal Delichon nipalense[5]
- Cecropis
  - Nhạn vằn lớn Cecropis cucullata
  - Nhạn vằn nhỏ Cecropis abyssinica
  - Nhạn ngực hung Cecropis semirufa
  - Nhạn Senegal Cecropis senegalensis
  - Nhạn phao câu đỏ hay nhạn bụng xám Cecropis daurica[5]
  - Nhạn vằn hay nhạn bụng vằn Cecropis striolata[5]
  - Nhạn bụng hung Cecropis badia
- Petrochelidon
  - Nhạn họng đỏ Petrochelidon rufigula
  - Nhạn Preuss Petrochelidon preussi
  - Nhạn Hồng Hải Petrochelidon perdita
  - Nhạn Nam Phi Petrochelidon spilodera
  - Nhạn rừng Petrochelidon fuliginosa
  - Nhạn họng sọc Petrochelidon fluvicola
  - Én tiên Petrochelidon ariel
  - Én cây Petrochelidon nigricans
  - Nhạn vách đá Petrochelidon pyrrhonota
  - Nhạn hang Petrochelidon fulva
  - Nhạn cổ nâu dẻ Petrochelidon rufocollaris

## Lịch sử từ nguyên học
Họ này trong các phân loại điểu học bằng tiếng Việt gọi là họ Nhạn, nhưng nghĩa gốc của từ nhạn này (雁, bính âm: yā, yá, yàn) lại là để chỉ các loài ngỗng trời (Anser spp.) của họ Vịt (Anatidae). Nghĩa này khá thông dụng, chẳng hạn như trong văn chương. Một ví dụ là trong truyện Kiều của Nguyễn Du. Từ én có lẽ là đọc trệch đi của 燕 (bính âm: yān, yàn - yến), một từ mà hiện nay người Trung Quốc và văn chương Việt Nam vẫn dùng để chỉ các loài trong họ này gồm những loài chim nhỏ, cánh dài nhọn, đuôi chẻ đôi, mỏ ngắn, thường bay thành đàn. Tuy nhiên, hiện nay các tài liệu tiếng Việt chủ yếu dùng tên gọi họ Yến để chỉ họ Apodidae và không dùng cụm từ họ Vũ yến (雨燕科) như người Trung Quốc vẫn gọi họ đó.